# Cotylorhynchus
Cotylorhynchus je rod dávno vymřelého býložravého synapsida. Žil v období permu (mladší prvohory, asi před 280 až 272 miliony let).

## Popis
Jde o poměrně velkého zástupce skupiny, patřícího k nejmohutnějším suchozemským obratlovcům své doby. Charakteristickým rysem plaza je proporcionálně velmi malá hlava. Kotylorynchové měli soudkovité trupy a měřili asi 3 až 4 metry na délku. Byli býložravými tvory a mohli se stávat kořistí dravých plazů, jako byli například gorgonopsidi nebo jiní draví synapsidi. V současnosti jsou rozeznávány tři platné rody tohoto druhu, C. romeri (popsán 1937), C. hancocki (1953) a C. bransoni (1962). Tento živočich, který byl blíže příbuzný savcům než třeba ještěrkám, žil na území dnešní Severní Ameriky (zejména státy Oklahoma a Texas v USA).

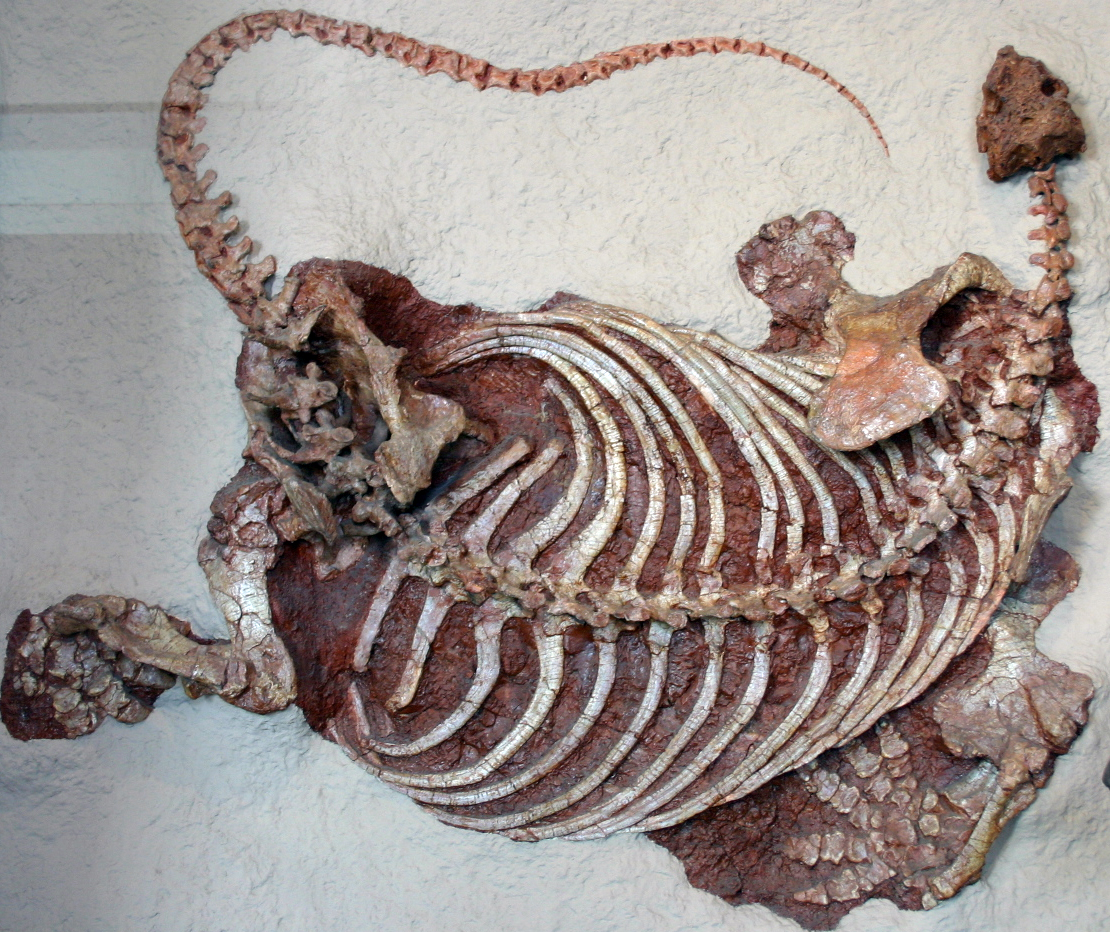
Kostra druhu Cotylorhynchus romeri